# Pierre Rusconi

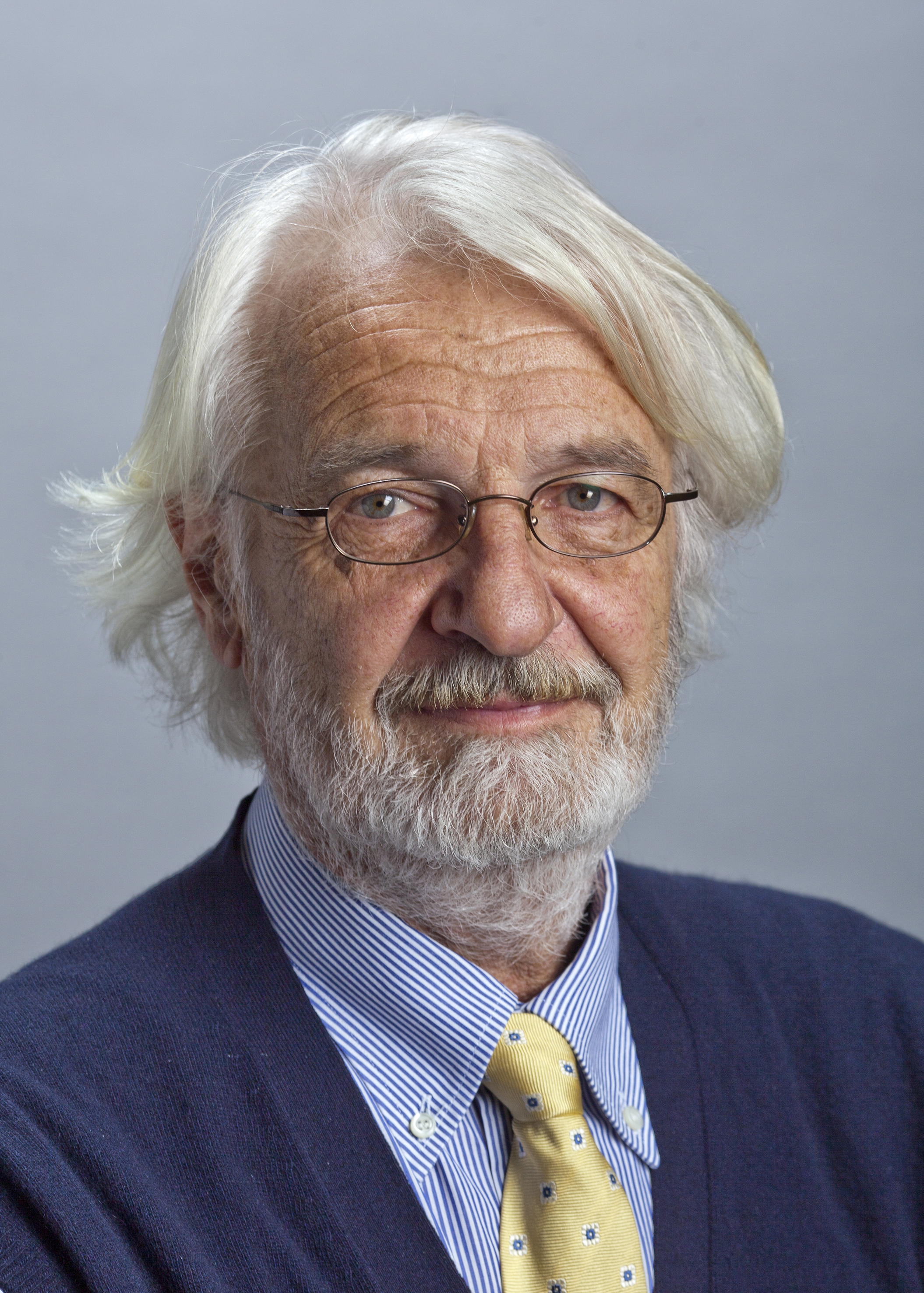
Pierre Rusconi

Pierre Rusconi (* 3. Dezember 1949 in Sorengo, heimatberechtigt in Breganzona) ist ein Schweizer Politiker (SVP).

## Biografie
Rusconi war von April 1999 bis zum November 2011 im Grossen Rat des Kantons Tessin. Zusätzlich war er bis April 2004 und wieder seit April 2008 Gemeinderat von Savosa. Dazwischen wohnte er in Lugano und war dort im Gemeinderat (April 2004 bis Dezember 2007). Ferner war er von Juni 2007 bis Oktober 2011 Präsident der SVP Tessin.
Bei den Schweizer Parlamentswahlen 2011 wurde er in den Nationalrat gewählt, dem er bis 2015 angehörte.
Pierre Rusconi arbeitet als Finanzberater und Anlageverwalter.